# Maxence Rivera
Maxence Rivera (Vénissieux, 30 maggio 2002) è un calciatore francese, centrocampista dell'Heerenveen.

## Caratteristiche tecniche
È un'ala destra che fa dell'elevata tecnica di base e dell'abilita nell'uno contro uno i propri punti di forza. In possesso di una struttura fisica minuta e di baricentro basso, riesce a districarsi bene negli spazi stretti ed a creare la superiorità numerica per la sua squadra.

## Carriera

### Club
Ha iniziato a giocare a calcio con la squadra dilettantistica del Rochoise dove è rimasto due anni prima di trasferirsi al Bourgoin-Jallieu nel 2012. Nel 2015 è stato acquistato dal Saint-Étienne, dove ha percorso tutta la trafila delle giovanili fino al 2019, quando è stato aggregato alla squadra riserve impegnata in Championnat de France amateur. Ha esordito il 18 maggio in occasione dell'incontro perso 1-0 contro il Moulins Yzeure Foot mentre una settimana più tardi ha segnato la rete decisiva per la vittoria contro lo Stade Montois, la prima in carriera.
Il 3 gennaio 2020 ha firmato il primo contratto professionistico legandosi al club biancoverde fino al 2022 e 5 giorni più tardi ha debuttato in prima squadra giocando l'incontro di Coupe de la Ligue perso 6-1 contro il Paris Saint-Germain. Il 12 gennaio ha invece esordito in Ligue 1, sostituendo Franck Honorat a mezz'ora dal termine del match perso 2-0 il Nantes. A partire dalla stagione 2020-2021 è stato promosso definitivamente in prima squadra.

### Nazionale
Nel 2020 ha giocato una partita con la nazionale francese Under-18.

## Statistiche

### Presenze e reti nei club
Statistiche aggiornate al 30 giugno 2025.
| Stagione               | Squadra                | Campionato             | Campionato | Campionato | Coppe nazionali | Coppe nazionali | Coppe nazionali | Coppe continentali | Coppe continentali | Coppe continentali | Altre coppe | Altre coppe | Altre coppe | Totale | Totale | Totale |
| Stagione               | Squadra                | Comp                   | Pres       | Reti       | Comp            | Pres            | Reti            | Comp               | Pres               | Reti               | Comp        | Pres        | Reti        | Pres   | Reti   |        |
| ---------------------- | ---------------------- | ---------------------- | ---------- | ---------- | --------------- | --------------- | --------------- | ------------------ | ------------------ | ------------------ | ----------- | ----------- | ----------- | ------ | ------ | ------ |
| 2018-2019              | Saint-Étienne 2        | N2                     | 2          | 1          | -               | -               | -               | -                  | -                  | -                  | -           | -           | -           | 2      | 1      |        |
| 2019-2020              | Saint-Étienne 2        | N2                     | 7          | 0          | -               | -               | -               | -                  | -                  | -                  | -           | -           | -           | 7      | 0      |        |
| 2021-2022              | Saint-Étienne 2        | N3                     | 17         | 3          | -               | -               | -               | -                  | -                  | -                  | -           | -           | -           | 17     | 3      |        |
| 2019-2020              | Saint-Étienne          | L1                     | 1          | 0          | CF+CdL          | 0+1             | 0               | -                  | -                  | -                  | -           | -           | -           | 2      | 0      |        |
| 2020-2021              | Saint-Étienne          | L1                     | 17         | 0          | CF              | 1               | 0               | -                  | -                  | -                  | -           | -           | -           | 18     | 0      |        |
| 2021-2022              | Saint-Étienne          | L1                     | 1          | 0          | CF              | 0               | 0               | -                  | -                  | -                  | -           | -           | -           | 1      | 0      |        |
| ago. 2022              | Saint-Étienne          | L1                     | 4          | 0          | CF              | 0               | 0               | -                  | -                  | -                  | -           | -           | -           | 4      | 0      |        |
| 2022-2023              | Le Puy                 | N1                     | 22         | 2          | CF              | 5               | 3               | -                  | -                  | -                  | -           | -           | -           | 27     | 5      |        |
| 2023-2024              | Saint-Étienne 2        | N3                     | 10         | 6          | -               | -               | -               | -                  | -                  | -                  | -           | -           | -           | 10     | 6      |        |
| Totale Saint-Etienne 2 | Totale Saint-Etienne 2 | Totale Saint-Etienne 2 | 36         | 10         |                 | -               | -               |                    | -                  | -                  |             | -           | -           | 36     | 10     |        |
| 2023-2024              | Saint-Étienne          | L1                     | 13         | 0          | CF              | 2               | 1               | -                  | -                  | -                  | -           | -           | -           | 15     | 1      |        |
| Totale Saint-Etienne   | Totale Saint-Etienne   | Totale Saint-Etienne   | 36         | 0          |                 | 4               | 1               |                    | -                  | -                  |             | -           | -           | 40     | 1      |        |
| 2024-2025              | Dunkerque              | L2                     | 31+0       | 4+0        | CF              | 4               | 0               | -                  | -                  | -                  | -           | -           | -           | 35+0   | 4+0    |        |
| Totale carriera        | Totale carriera        | Totale carriera        | 125+0      | 16+0       |                 | 13              | 4               |                    | -                  | -                  |             | -           | -           | 138+0  | 20+0   |        |